# Marie Holtrop
Betty Marie Jolanthe (Marie) Holtrop (Amsterdam, 22 juni 1889 - Montreux, Zwitserland, 10 juni 1970) was een Nederlands actrice en vertaler van toneelstukken. Zij was een dochter van actrice Betty Holtrop-van Gelder en regisseur Jan Holtrop.

## Opleiding
Holtrop volgde een opleiding aan de Schauspielschule des Deutschen Theaters (later Max-Reinhardt-Schule für Schauspiel genaamd) in Berlijn. In 1906 startte zij een opleiding aan de Amsterdamse Toneelschool, waar zij in de klas zat bij Louis van Gasteren. In 1907 trad zij haar medeleerlingen op voor de Rotterdamse afdeling van het Nederlands Toneelverbond. Zij droeg onder andere het gedicht Machteld van Potgieter voor. In 1908 kreeg zij haar diploma.

## Werk
In de periode 1904-1905 deed zij een voordrachtenmatinee in Diligentia in 's-Gravenhage, onder de naam Marie Holtrop-van Gelder. Na het verkrijgen van haar diploma aan de Amsterdamse Toneelschool debuteerde zij in de rol van Suzanne Derblay in De industrieel van Pont Avesnes bij de Koninklijke Vereeniging Het Nederlandsch Tooneel. Ook haar moeder had een rol. Tot 1924 speelde zij bij de gezelschappen van Royaards, Heijermans en Van der Lugt Melsert. Na zes jaren niet gespeeld te hebben maakte zij in 1930 haar come-back bij het N.V. Het Schouwtooneel.
In de periode 1933-1934 was Holtrop verbonden aan Tooneelgroep Het Masker, dat onder artistieke leiding stond van Else Mauhs, Jan Musch en Ko Arnoldi. In april 1934 trad zij voor het laatst op. Nadien deed zij nog tot begin jaren 50 luisterspelen.
Daarnaast was Holtrop docent voordracht aan de Amsterdamse Toneelschool. In 1935 schreef zij in het tijdschrift Paedagogische Studien een artikel over het mondeling expressievermogen, waarin zij ook ervaringen met haar eigen leerlingen noemt.
Toen in 1967 haar broer Marius Holtrop aftrad als president van de Nederlandsche Bank, kreeg zij uitgebreid aandacht in het Algemeen Handelsblad.

## Privé
In 1915 trouwde Holtrop in Amsterdam met Sijbrand Cornelis Bokhorst.